# Марчел Решітка
Марчел Петру Решітка (рум. Marcel Reșitca; нар. 4 листопада 1975) — молдовський футболіст, нападник, тренер.

## Кар'єра гравця
Розпочинав грати в молдовських командах «МХМ-93» (Кишинів), «Сперанца» (Ніспорени) й «Агро» (Кишинів). Першою іноземною командою Марчела стала у 2000 році російська «Носта».
З 2002 по 2004 роки грав в Україні. У клубі вищого дивізіону «Металург» (Запоріжжя) виступав разом зі своїми співвітчизниками Олексієм Савіновим та Едуардом Велуцою. Після завершення співпраці всі троє судилися з українською командою через невиконання фінансових зобов'язань.
У 2006 році деякий час провів в азербайджанському «МКТ-Араз». Став автором єдиного голу в першому матчі команди в першому раунді Кубку Інтертото проти ФК «Тирасполь».
З 2006 року грав у молдовських командах.

## Кар'єра тренера
Завершив кар'єру гравця в 2012 році в «Костулені», де й перейшов на тренерську роботу.
Після того як 10 березня 2014 році тренер «Костулені» Ліліан Попеску очолив «Веріс», Марчел Решітка був призначений виконуючим обов'язки головного тренера ФК «Костулені». 14 березня Решітка, коментуючи матч своєї команди проти «Мілсамі» (0:2), заявив, що це був його останній матч «біля керма» «Костулені». Вже 19 березня було оголошено, що Марчел Решітка і його партнер по тренерському штабу Олексій Савінов залишили розташування ФК «Костулені» й перебралися до Ліліану Попеску в столичний «Веріс».